# Killer Photo
Killer Photo (Brasil: Tome Cuidado ) é um filme de drama norte-americano, dirigido por Jason Furukawa. Lançado em 2015, foi protagonizado por AnnaLynne McCord.